# Najmłodsze miasto na świecie
Najmłodsze miasto na świecie (tyt. oryg. Qyteti më i ri në botë) – albański film fabularny z roku 1974 w reżyserii Xhanfise Keko.

## Opis fabuły
Rodzice małego Fatmira pracują w przedsiębiorstwie budowlanym. Wielkim przeżyciem dla chłopca jest pierwszy dzień w nowym przedszkolu. Fatmirowi śni się, że to on sam buduje miasto. Pomaga mu w tym przedszkolanka i jego koledzy, którzy wykonują kolejne prace na polecenie Fatmira. W tym mieście powstaje także zupełnie nowe przedszkole.
Film realizowano w Tiranie.

## Obsada
- Pavlina Mani jako matka Fatmira
- Ahmet Pasha jako ojciec Fatmira
- Alket Mato jako Fatmir
- Roza Anagnosti jako przedszkolanka
- Ilia Shyti jako dziadek
- Aurora Kati jako Valbona
- Saimir Koka jako Boni
- Genc Basha jako Genc
- Mira Bedalli
- Qirjako Faniko
- Drita Haxhiraj
- Rudina Kajca
- Melpomeni Çobani
- Selma Sotiriadhi